# Michel Wieviorka
Michel Wievorka (* 23. dubna 1946 Paříž) je francouzský sociolog, známý svou prací v oblasti násilí, terorismu, rasismu, sociálních hnutí a teorií sociálních změn.

## Život
Michel Wieviorka se narodil 23. srpna 1946 v Paříži do židovské rodiny, která přežila holokaust. Jeho sourozenci jsou psychiatrička Sylvie Wieviorka, historička Annette Wieviorka a historik Olivier Wieviorka.
Je bývalým studentem Alaina Tourainea a jedním z nejproslulejších sociologů a veřejných intelektuálů ve Francii i v zahraničí.[zdroj⁠?!] Řada jeho knih byla přeložena do různých jazyků. Wieviorka získal pozornost mezinárodních médií po občanských nepokojích v Paříži v roce 2005. Byl zvolen prezidentem Mezinárodní sociologické asociace v Durbanu v letech 2006 až 2010. Je ředitelem Centra pro analýzu a sociologickou intervenci (Centre d'Analyses et d'Intervention Sociologique, CADIS) na Škole vyšších studií sociálních věd (École des Hautes Études en Sciences Sociales), založené Alainem Tourainem v roce 1981.
Wieviorka je zakladatelem a šéfredaktorem sociologického časopisu „Le Monde des Debats“ a spolu s Georgesem Balandierem vydával „Cahiers internationaux de sociologie“ až do roku 2010, kdy byla jeho publikace zastavena (Avant-propos, Cahiers Internationaux de Sociologie, Vol. 128-129, 2010).
V roce 1989 byl prvním odborníkem, který získal cenu „Bulzoni Editore Special“ v European Amalfi for Sociology and Social Sciences za svou knihu Société et terrorisme (1988, anglické vydání The Making of Terrorism 1993).

## Přínos
Wieviorka společně s Alainem Tourainem a Françoisem Dubetem vytvořili metodu zvanou sociologická intervence, kterou následně použili ve studiu militantních sociálních hnutí, zejména ve
francouzském protiatomovém aktivismu a ve studentských ligách, ale také v odborových svazech Solidarita. V souladu s klasickým pojetím interpretační sociologie Maxe Webera („verstehende Soziologie“) se intervenční sociologická teorie snaží porozumět subjektivnímu odůvodnění aktérů v kontextu větších sociálních konfliktů. Tento koncept byl opakem neúspěšného pokusu Raymonda Boudona o zavedení přísného racionálního výběru ve francouzské sociologii.

## Wieviorka a otázky imigrace
Imigrace je, vzhledem k Evropské migrační krizi a teroristickým útokům ve Francii, často diskutovaným společenským tématem. Michel Wieviorka se ve své studii Veřejná diskuze o migraci komunitarizace, neúspěch republikánského modelu? zabývá proměnami francouzské imigrace během posledního půlstoletí a vnímání imigrantů z pohledu většinové společnosti. Definuje model republikánské integrace, který měl za cíl co možná největší asimilaci příchozích a model „pracovníků-přistěhovalců“, kteří byli sociálně začleněni pouze skrze svoji práci, jinak však zůstávali zcela vně společnosti. Upozorňuje, že ve Francii se o takzvané „krizi na předměstích“, kde se koncentrovali „pracovníci-přistěhovalci“ a vznikalo zde podhoubí pro radikalizaci, začalo diskutovat již na konci 70. let. Hlavní myšlenku studie vystihuje citace z epilogu: „Je nejvyšší čas přestat dávat do protikladu republiku a minority nebo jednotlivé identity, ale naopak je vhodné začít se učit je vést ke vzájemnému souznění a zdůrazňovat úctu k všeobecným hodnotám a uznání odlišností.“

## Dílo
- 1988: Sociétés et terrorisme. Paříž: Fayard.

Na základě složitých pozorování skutečných účastníků teroristického hnustí se v této knize Wieviorka zabývá širokou škálou teroristických aktivit - od italských levicových teroristů po baskické nacionalistické skupiny a mezinárodní terorismus Palestiny a Blízkého východu. Výsledkem je důkladná analýza toho, v co teroristé věří a čeho doufají, že svými činnostmi dokážou.
- 1991: L'espace du racisme. Paříž: Seuil.

Michel Wieviorka se v tomto sociologickém díle zaměřuje na rozbor a význam pojmů souvisejících s rasismem, jako je diskriminace, předsudky a násilí. Autor ukazuje, jak se zkoumáním případů rasismu v Americe a antisemitismu v Evropě dá porozumět celému přechodu z rozlišování různých ras k rasismu. Wievorka je přesvědčen, že rasismus by měl být chápán jako jednání související s narušenými sociálními a komunálními faktory.
- 2004: La violence. Paříž: Balland.

Tento text nabízí nové cesty k porozumění násilí, představující nový přístup založený na vztahu mezi násilím a jeho významem. V knize jsou popisovány vztahy mezi násilím a konflikty, státem a sdělovacími prostředky, je zdůrazněna diskuze o krutosti a význam role oběti a médií.